# Šávoľ
Šávoľ (węg. Füleksávoly) – wieś (obec) na Słowacji położona w kraju bańskobystrzyckim, w powiecie Łuczeniec. Pierwsze wzmianki o miejscowości pochodzą z roku 1384. 
Według danych z dnia 31 grudnia 2012, wieś zamieszkiwało 541 osób, w tym 272 kobiety i 269 mężczyzn.
W 2001 roku rozkład populacji względem narodowości i przynależności etnicznej wyglądał następująco:
- Słowacy – 14,11%
- Czesi – 0,36%
- Romowie – 0,89%
- Węgrzy – 84,11%

Ze względu na wyznawaną religię struktura mieszkańców kształtowała się w 2001 roku następująco:
- Katolicy rzymscy – 95,36%
- Ewangelicy – 1,07%
- Ateiści – 1,43%
- Nie podano – 0,89%